# 642 (szám)
A 642 (római számmal: DCXLII) egy természetes szám, szfenikus szám, a 2, a 3 és a 107 szorzata.

## A szám a matematikában
A tízes számrendszerbeli 642-es a kettes számrendszerben 1010000010, a nyolcas számrendszerben 1202, a tizenhatos számrendszerben 282 alakban írható fel.
A 642 páros szám, összetett szám, azon belül szfenikus szám, kanonikus alakban a 21 · 31 · 1071 szorzattal, normálalakban a 6,42 · 102 szorzattal írható fel. Nyolc osztója van a természetes számok halmazán, ezek növekvő sorrendben: 1, 2, 3, 6, 107, 214, 321 és 642.
A 642 négyzete 412 164, köbe 264 609 288, négyzetgyöke 25,33772, köbgyöke 8,62671, reciproka 0,0015576. A 642 egység sugarú kör kerülete 4033,80497 egység, területe 1 294 851,394 területegység; a 642 egység sugarú gömb térfogata 1 108 392 793,7 térfogategység.